# Neumáticos de invierno
Los neumáticos de invierno son neumáticos especialmente concebidos para un uso frecuente en regiones con temperaturas inferiores a 7 °C, o en presencia de hielo o nieve. Permiten prescindir de las cadenas cuando se transita sobre nieve, siendo útil también sobre hielo, aumentando la seguridad y la vida de la cubierta.
El uso de neumáticos de invierno(M+S) o de nieve(3PMSF) es obligatorio, dada su gran utilidad, en los países del norte y centro de Europa, así como en las regiones más frías de Estados Unidos, Canadá o Rusia.

## Características

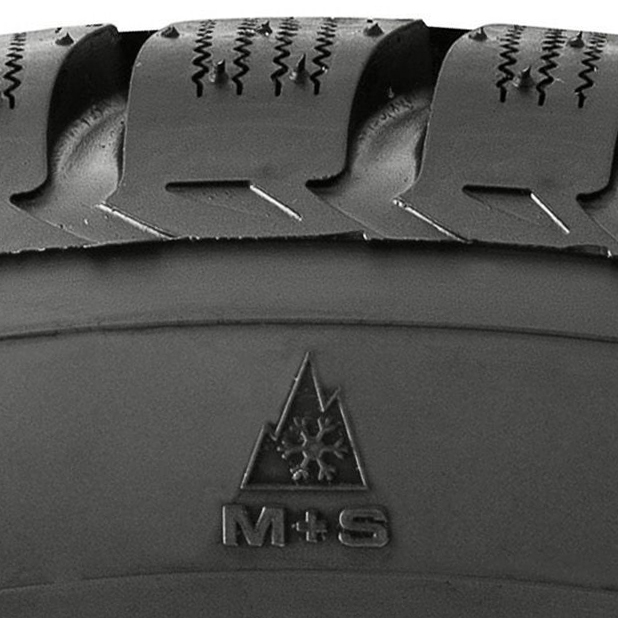
Detalle símbolo M+S (Mud + Snow) y 3PMSF (Three Peak Mountain Snow Flake).

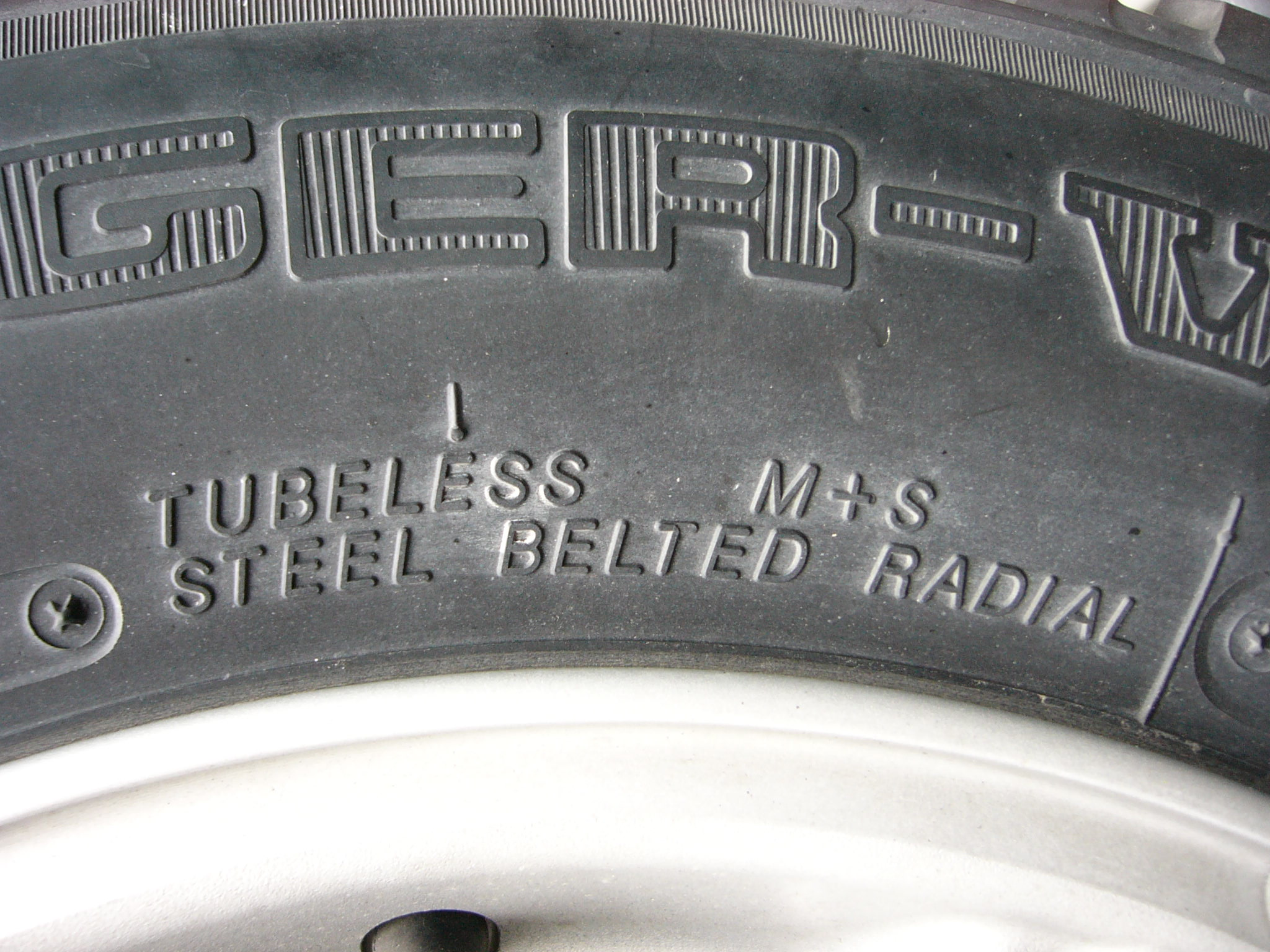
M+S Símbolo de neumáticos de invierno.

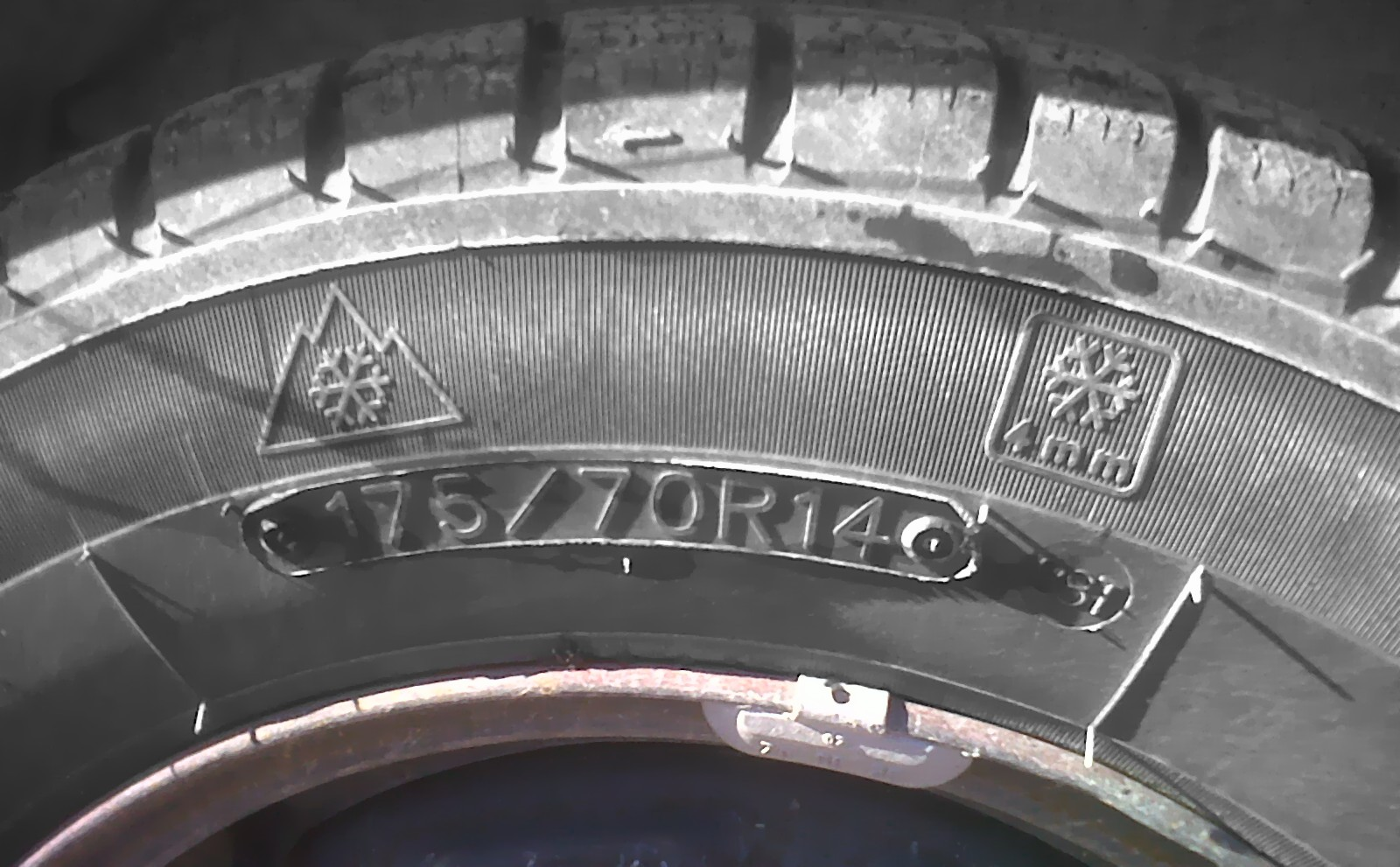
Neumáticos de nieve marcados con el símbolo alpino 3PMSF.

Frente al neumático convencional, los de invierno están especialmente diseñados para rodar en condiciones de extrema dureza, bajas temperaturas y carreteras llenas de hielo o nieve. Para ello presentan diferencias principalmente en la banda de rodadura, incorporando un mayor número de aristas, así como laminillas autoblocantes, capaces de aumentar la adherencia en condiciones extremas. Igualmente los compuestos de goma que se emplean en su fabricación también son diferentes, y de mayor adherencia respecto al neumático de verano ya que estos pierden eficacia a temperaturas de menos de 7 °C.
Dado que el principal objetivo es garantizar la adherencia sobre superficies complicadas, los neumáticos de invierno cuentan con una mayor profundidad en el dibujo, en torno a dos milímetros más. Por ello deben ser sustituidos cuando su dibujo sea inferior a los cuatro milímetros, pudiendo gastar el resto de dibujo fuera de temporada.
Respecto a las características propias del neumático, el uso del neumático de invierno es el único caso en que se permite montar un neumático con un código de velocidad inferior al recomendado, pero siempre recordando con una pegatina situada en el cristal, tal circunstancia para evitar accidentes. En cuanto a la presión, por las bajas temperaturas, debe incrementarse en 0,2 kg para usos invernales.
Los neumáticos de invierno llevan el marcaje M+S (Mud & Snow, barro y nieve) según las normativas europeas, pero sus prestaciones en condiciones invernales no han sido sometidas a prueba, además no todos los neumáticos con el marcaje M+S son neumáticos de nieve. Los neumáticos de 4x4 y los de camión de los ejes diferenciales también tienen este marcaje y no por ello son neumáticos de nieve. Incluso algunos neumáticos para todas las estaciones (All seasons) tienen este marcaje. El único marcaje que nos permite reconocer un neumático de nieve es el símbolo alpino, un pictograma que representa una montaña de 3 picos con un copo de nieve. Se conoce como 3PMSF (Three Peak Mountain Snow Flake), y garantiza que el neumático ha sido sometido a un proceso de homologación según el método de certificación ETRTO (European Tyre and Rim Technical Organization) en el que se ensayan las prestaciones del neumático en condiciones invernales.
Desde 2017 la legislación de algunos países, como Alemania, Luxembourgo y las Repúblicas Bálticas, ya no permiten la circulación con neumáticos M+S en invierno, al considerar que sólo son neumáticos de invierno genuínos los que llevan el símbolo 3PMSF.

### Competición
Es tan reducida la utilidad de este tipo de neumático, que incluso en competición solo se usan si son imprescindibles por su compuesto extremadamente blando. En el caso de que se use fuera de la nieve o el hielo, el coche adquiere un comportamiento menos natural en seco, menor duración y algo más de aguaplaning. A cambio, la distancia de frenado es superior a uno convencional. El tipo de neumático elegido como solución al problema es el de lluvia intensa o tormenta.
NOTA: En competición se usan neumáticos muy estrechos, especiales con clavos de diferentes medidas según las circunstancias y exigencias del tramo elegido.

## Legislación
En Europa, cada país tiene su propia legislación que regula el uso de estos neumáticos.

### En España
La legislación española contempla los neumáticos de invierno como una alternativa válida a las cadenas de nieve, tal y como recoge el Reglamento General de Vehículos, basado en el Real decreto 2822/1998 del 23 de diciembre:

Cuando sea obligatorio o recomendado el uso de cadenas u otros dispositivos antideslizantes autorizados se deberá, bien colocar sobre, al menos, una rueda motriz a cada lado del vehículo dichas cadenas o dispositivos antideslizantes, bien utilizar neumáticos especiales, [...]

Si los neumáticos presentasen clavos, como los usados en pavimento con hielo, éstos serán de cantos redondeados y no sobresaldrán de la superficie más de dos milímetros.

Si se utilizan neumáticos especiales de nieve, éstos irán marcados con la inscripción M + S, MS o M & S, y deberán tener una capacidad de velocidad, bien igual o superior a la velocidad máxima prevista para el vehículo, bien no inferior a 160 km/h si la velocidad máxima del vehículo es superior a esta.
Reglamento General de Vehículos, basado en el Real decreto 2822/1998 del 23 de diciembre.

## Neumáticos con clavos

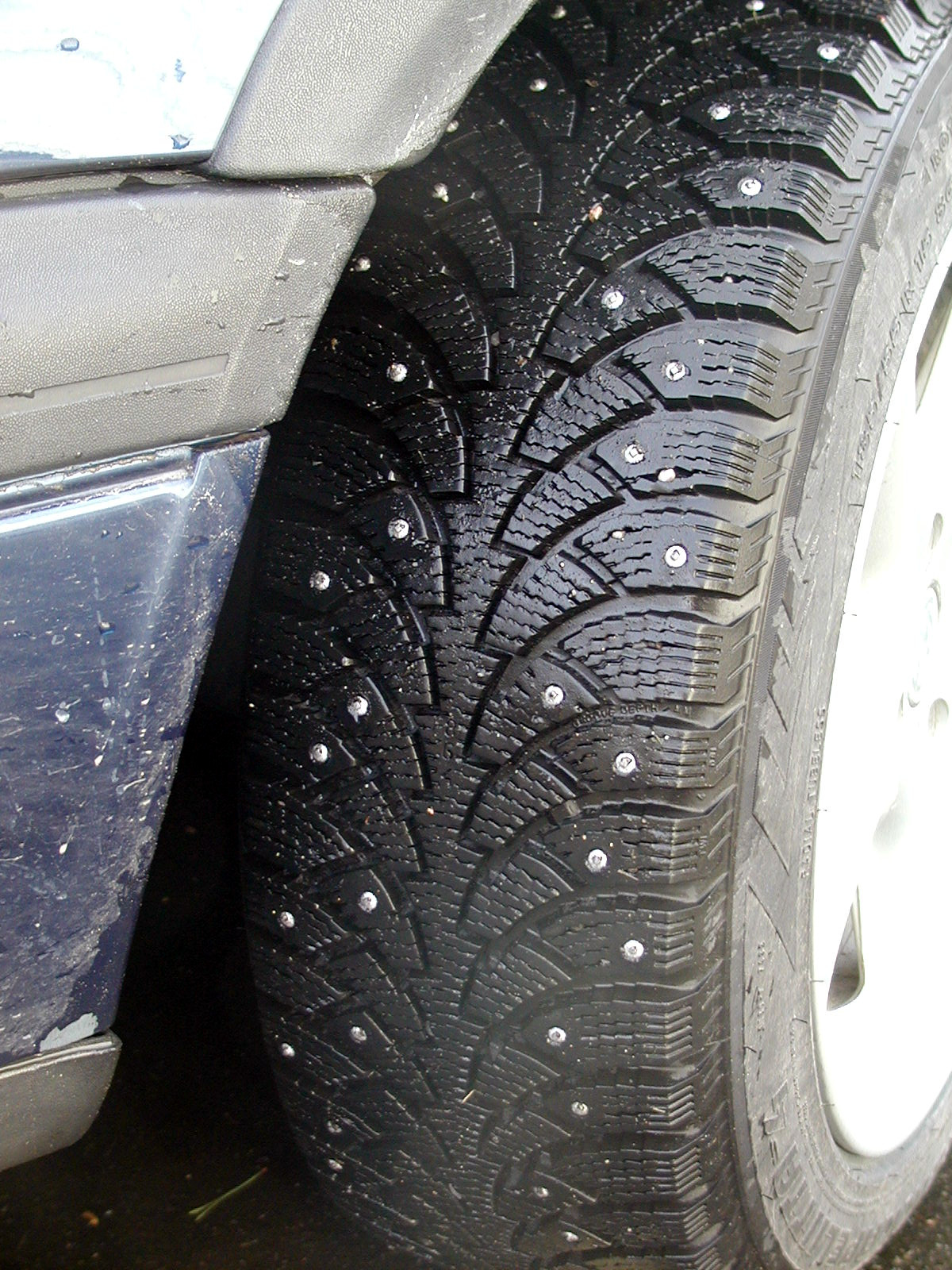
Neumático con clavos.

Los neumáticos con clavos son una alternativa a los neumáticos de invierno, aunque su uso queda claramente limitado por la legislación. Dado que son un producto muy agresivo especialmente con el asfalto, su utilización queda limitada a terrenos completamente helados. No todos los países permiten su uso; y los que los permiten, suelen limitar su uso a determinadas épocas del año. En Europa, los países alpinos como Suiza, Austria o Liechtenstein; países nórdicos como Suecia, Finlandia o Noruega o las Repúblicas Bálticas como Lituania, Letonia y Estonia los permiten. La legislación española los permite aunque contempla que los clavos empleados deberán ser forzosamente redondeados y no sobresalir más de dos milímetros de la superficie de la goma del neumático. En el caso de su uso, el neumático tiene el código M+SE.
Su uso es casi residual, principalmente por los problemas de montaje que genera, así como las limitaciones de uso que provocan que apenas puedan emplearse de forma continua.

## Neumáticos nórdicos
Los neumáticos nórdicos están destinados a temperaturas por debajo de -10 °C y están hechos para conducir por carreteras nevadas durante varios meses al año. Este tipo de neumático se caracteriza por tener un perfil direccional y un gran número de laminillas, lo que permite una mayor adherencia en hielo.
Los neumáticos nórdicos son más eficaces que los neumáticos de invierno en las carreteras congeladas y menos ruidosos que los neumáticos con clavos.
Estos neumáticos, como su nombre indica, se utilizan principalmente en los países nórdicos, en las Repúblicas Bálticas y en Rusia.